# Tavernes
Tavernes (okzitanisch Tavèrnas) ist eine französische Gemeinde mit 1444 Einwohnern (Stand 1. Januar 2022) im Département Var in der Region Provence-Alpes-Côte d’Azur. Sie gehört zum Kanton Flayosc im Arrondissement Brignoles.

## Geographie
Tavernes liegt im Nordwesten des Departements Var, 30 km nördlich von Brignoles in einer fruchtbaren, von Hügeln umsäumten Ebene, in der Wein und Oliven angebaut werden. Im Norden der Gemeinde liegt der Forêt du Gros Bois, durch die Ebene fließt der Ruisseau des Ecrevisses (Krebsbach) sowie einige Wasserläufe, die aufgrund des teilweise recht trockenen Klimas nicht ganzjährig Wasser führen.

## Geschichte
Tavernes erscheint im Jahr 979 erstmals als Villa Taverne in den Quellen. Im 11. Jahrhundert wird von der Ortschaft Tavernas gesprochen. Tavernes war ein Lehen von Pontevès, später von Cadarache, das an die Grafen von Provence, die Familien des Simiane und Condé-Soubise überging.

## Sehenswürdigkeiten
Die Wallfahrtskapelle Chapelle Notre-Dame-de-Bellevue, zu der seit dem 19. Jahrhundert ein Kreuzweg führt, liegt in 637 m Höhe auf einem der höchsten Punkte der Gemeinde. Von dort bietet sich ein weiter Blick über die Landschaft in der Ebene.